# Aristolochia championii
Aristolochia championii là một loài thực vật có hoa trong họ Aristolochiaceae. Loài này được Merr. & Chun mô tả khoa học đầu tiên năm 1940.